# Mistrzostwa Polski Strongman 2007
Mistrzostwa Polski Strongman 2007 – doroczne, indywidualne zawody polskich siłaczy.

## Kwalifikacje
Data: 8 września 2007 r.

Miejsce: Strzegom  Polska
Wyniki kwalifikacji:
| Miejsce | Zawodnik              | Punkty |
| ------- | --------------------- | ------ |
| 1.      | Mariusz Pudzianowski  | 46     |
| 2.      | Krzysztof Radzikowski | 33     |
| 3.      | Sławomir Toczek       | 30     |
| 4.      | Sławomir Orzeł        | 29,5   |
| 5.      | Jarosław Dymek        | 29     |
| 6.      | Robert Kalinowski     | 28,5   |
| 7.      | Grzegorz Szymański    | 27,5   |
| 8.      | Bartłomiej Bąk        | 24     |
| 9.      | Tomasz Nowotniak      | 22,5   |
| 10.     | Krzysztof Schabowski  | 16,5   |
| 11.     | Sebastian Kurek       | 14     |
| 12.     | Robert Lipiński       | 8,5    |

Do finału kwalifikuje się ośmiu najlepszych zawodników.

## Finał
Data: 8 września 2007 r.

Miejsce: Strzegom  Polska
Wyniki zawodów:
| Miejsce | Zawodnik              | Punkty           |
| ------- | --------------------- | ---------------- |
| 1.      | Mariusz Pudzianowski  | 40               |
| 2.      | Jarosław Dymek        | 37               |
| 3.      | Grzegorz Szymański    | 36               |
| 4.      | Sławomir Toczek       | 33               |
| 5.      | Sławomir Orzeł        | 24,5             |
| 6.      | Krzysztof Radzikowski | 22,5             |
| 7.      | Bartłomiej Bąk        | 15               |
| 8.      | Robert Kalinowski     | 2 (kontuzjowany) |